# 渋谷誠司
渋谷 誠司（しぶたに せいじ、1939年4月24日 - ）は、青森県弘前市出身の元プロ野球選手（投手）。

## 経歴
弘前商業高校卒業後に日本通運弘前支社に入社し、同支社の軟式野球部に所属。全国大会で活躍したことにより日通の野球関係者に注目され、社長命令で浦和支社へ異動。硬式野球に転向し、当時の日本通運浦和に移籍。1961年の都市対抗では、2回戦（初戦）で電電九州と対戦。妻島芳郎をリリーフして好投するが惜敗。投手育成に実績のあった当時の稲葉誠治監督に「金田正一のような投手になる」と言われ、当時日通が出資していた国鉄スワローズも育ちあがった上での入団を見据えていたが、噂を聞いた東映フライヤーズのスカウトが駆け付けたことにより、日通社長の特別許可をもらう形で1962年に国鉄へ入団。
当時「久々の大型左腕」と言われ、同年は開幕7試合目の4月15日に初先発、広島の竜憲一と投げ合い4安打完封勝利を飾る。シーズン後半は失速するが3完封を含む6勝を挙げた。1963年はリーグ最多の45試合に先発し14勝17敗、同年は初の規定投球回（12位、防御率3.13）に達する。1965年には8勝を挙げ、オールスターゲームに初出場を果たす。2試合2イニングを無失点に抑えた。しかし1962年以降Bクラスを続ける弱小チームということもあり、同年はリーグ最多敗戦の22敗を記録してしまう。
1966年まで主力投手として起用されるが、その後は徐々に登板数も減る。1970年には一軍で投げる事が出来ず同年限りで引退した。
全くの無名の軟式投手が巨人と対等に渡り合う投手になったことから、「シンデレラボーイ」とも言われた。ギクシャクしたややサイド気味の投球フォームから威力のあるストレート、カーブ、シュートを武器にしたが、気が弱く、また制球力が悪かった。2005年、王貞治が「週刊ベースボール」の最も速い投手は誰かというアンケートに渋谷と答えている。一方で王には初のシーズン30号本塁打（1962年）・シーズン40号本塁打（1963年）をそれぞれ献上している。
弘前商業高校では野球部の2学年先輩に、第49代横綱栃ノ海の花田茂廣がいるが、花田は3年次より相撲部に転部してしまったため、渋谷と同時期にはほぼ在籍していない。

## 詳細情報

### 年度別投手成績
| 年 度     | 球 団                  | 登 板 | 先 発 | 完 投 | 完 封 | 無 四 球 | 勝 利 | 敗 戦 | セ 丨 ブ | ホ 丨 ル ド | 勝 率 | 打 者 | 投 球 回 | 被 安 打 | 被 本 塁 打 | 与 四 球 | 敬 遠 | 与 死 球 | 奪 三 振 | 暴 投 | ボ 丨 ク | 失 点 | 自 責 点 | 防 御 率 | W H I P |
| --------- | ---------------------- | ----- | ----- | ----- | ----- | -------- | ----- | ----- | -------- | ----------- | ----- | ----- | -------- | -------- | ----------- | -------- | ----- | -------- | -------- | ----- | -------- | ----- | -------- | -------- | ------- |
| 1962      | 国鉄 サンケイ アトムズ | 42    | 17    | 4     | 3     | 1        | 6     | 8     | --       | --          | .429  | 536   | 133.0    | 111      | 20          | 43       | 0     | 6        | 75       | 2     | 0        | 51    | 45       | 3.05     | 1.16    |
| 1963      | 国鉄 サンケイ アトムズ | 57    | 45    | 7     | 3     | 0        | 14    | 17    | --       | --          | .452  | 1089  | 255.2    | 217      | 19          | 137      | 3     | 11       | 185      | 3     | 0        | 98    | 89       | 3.13     | 1.38    |
| 1964      | 国鉄 サンケイ アトムズ | 52    | 25    | 4     | 2     | 0        | 6     | 13    | --       | --          | .316  | 724   | 163.0    | 160      | 21          | 90       | 2     | 5        | 115      | 1     | 1        | 99    | 91       | 5.02     | 1.53    |
| 1965      | 国鉄 サンケイ アトムズ | 56    | 34    | 4     | 1     | 0        | 8     | 22    | --       | --          | .267  | 1071  | 258.2    | 239      | 21          | 98       | 5     | 3        | 128      | 6     | 0        | 110   | 101      | 3.51     | 1.30    |
| 1966      | 国鉄 サンケイ アトムズ | 32    | 27    | 4     | 2     | 0        | 4     | 17    | --       | --          | .190  | 630   | 150.0    | 125      | 16          | 65       | 9     | 4        | 77       | 1     | 0        | 62    | 54       | 3.24     | 1.27    |
| 1967      | 国鉄 サンケイ アトムズ | 15    | 6     | 0     | 0     | 0        | 0     | 4     | --       | --          | .000  | 98    | 20.1     | 27       | 7           | 12       | 0     | 0        | 15       | 1     | 0        | 25    | 25       | 11.25    | 1.92    |
| 1968      | 国鉄 サンケイ アトムズ | 26    | 7     | 3     | 1     | 1        | 2     | 4     | --       | --          | .333  | 223   | 54.1     | 45       | 5           | 17       | 2     | 2        | 32       | 1     | 0        | 20    | 20       | 3.33     | 1.14    |
| 1969      | 国鉄 サンケイ アトムズ | 11    | 0     | 0     | 0     | 0        | 0     | 0     | --       | --          | ----  | 66    | 14.0     | 15       | 2           | 6        | 0     | 3        | 7        | 1     | 0        | 9     | 8        | 5.14     | 1.50    |
| 通算：8年 | 通算：8年              | 291   | 161   | 26    | 12    | 2        | 40    | 85    | --       | --          | .320  | 4437  | 1049.0   | 939      | 111         | 468      | 21    | 34       | 634      | 16    | 1        | 474   | 433      | 3.71     | 1.34    |

- 各年度の太字はリーグ最高
- 国鉄（国鉄スワローズ）は、1965年途中にサンケイ（サンケイスワローズ）に、1969年にアトムズに球団名を変更

### 記録
初記録
- 初登板：1962年4月11日、対中日ドラゴンズ1回戦（後楽園球場）、9回表に3番手で救援登板・完了、1回無失点
- 初先発登板・初完投・初勝利・初先発勝利・初完投勝利・初完封勝利：1962年4月15日、対広島カープ3回戦（広島市民球場）

その他の記録
- オールスターゲーム出場：1回 （1965年）

### 背番号
- 24 （1962年 - 1967年）
- 16 （1968年 - 1970年）